# Josef Triebensee
Josef Triebensee, také Truebensee nebo Trübensee (21. listopadu 1772 Třeboň – 2. dubna 1846 Praha) byl pražský hobojista, dirigent a hudební skladatel.

## Život
Jeho otec , Georg Triebensee (1746–1813), byl hobojistou ve vídeňském Nationaltheater, poskytl synovi základní hudební vzdělání a dovedl jej k dokonalosti ve hře na hoboj. Skladbu studoval u Johanna Georga Albrechtsbergera. 
Stal se členem kapely Jana I. Nepomuka, knížete ze Schwarzenbergu. V letech 1782–1806 byl prvním hobojistou Rakouské císařské harmonie (dechový soubor). Poté působil, stejně jako jeho otec, ve vídeňském Národním divadle. Byl také druhým hobojistou v divadla U Korutanské brány (Kärntnertortheater), kapelníkem dechového souboru knížete Liechtensteina ve Valticích a kapely hraběte Hunyadyho. Jako druhý hobojista v divadle Na Vídeňce účinkoval při premiéře Mozartovy Kouzelné flétny. Od roku 1811 byl dirigentem divadelního orchestru v Brně.
Konečně v roce 1816 se stal ředitelem opery Stavovského divadla v Praze, kde vystřídal skladatele Carla Mariu von Webera. V této funkci setrval až do své smrti v roce 1846.

## Dílo
Nejdůležitějším dílem skladatele jsou skladby pro dechovou harmonii, které jsou dodnes živé na světových koncertních pódiích. Kromě vlastních skladeb upravoval pro dechové nástroje i hudbu W. A. Mozarta, Josepha Haydna a dalších skladatelů té doby. Zkomponoval 12 oper, které však neměly velký úspěch. Kromě toho komponoval i orchestrální, vokální a komorní hudbu.

### Skladby pro dechové nástroje
- Treurmarsch, pro dechový oktet
- Concertino, pro klavír, dechový oktet a kontrafagot
- Partita B-dur, pro dechový oktet
- Partita Es-dur, pro dechový oktet
- Partita d-moll', pro dechový oktet
- Suita B-dur
- Suita Es-dur
- Variace na vlastní pochod
- Trio F-dur pro dva hoboje a anglický roh
- Trio C-dur pro dva hoboje a anglický roh
- Trio B-dur pro dva hoboje a anglický roh
- Gran Quintuor, pro klavír, klarinet, anglický roh, for piano, clarinet, alto oboe, basetový roh a fagot
- Menuetto con Variazioni in F
- Variace na Mozartovo téma
- Variace na Haydnovu symfonii č. 24 „S úderem kotlů“ pro dva hoboje a anglický roh

### Opery
- Die Liebe macht kurzen Prozess (Vídeň, 1798)
- Der rote Geist im Donnergebirge (Vídeň, 1799)
- Divoká honba (Die wilde Jagd) (Praha, 1820)
- Manželé podle módy (Die Ehemänner nach der Mode) (Praha, 1821)
- Telemach na ostrově Ogygia (Telemach auf der Insel Ogygia) (Praha, 1824)